# Secretaria Ofelia
Ofelia Michelínez es un personaje ficticio creado por Francisco Ibáñez para su serie de cómic Mortadelo y Filemón. Su primera aparición tuvo lugar en la historieta Los gamberros (1978).

## Papel en la historia
Es la secretaria particular del superintendente Vicente, una mujer grande y redonda de pelo rubio y rizado, que viste con un traje rojo muy escotado y ajustado y botas negras.
Ofelia aparece para comunicarles a Mortadelo y Filemón que el Super los llama, haciendo esto de una forma muy cómica.
Por ejemplo en el cómic La sirenita el Super le dice que vaya a buscar a ese par de cabestros, refiriéndose con ello a Mortadelo y Filemón; y ella tomando esta frase en sentido literal va y los lleva atados como animales.
Otro ejemplo se halla en El UVA (Ultraloca Velocidad Automotora), cuando Ofelia les dice que cree que el Super les llama, y Filemón le pregunta si está segura que se refería a ellos. Ofelia dice: Él solo me ha dicho que les diga a esas dos lombrices de m… que vengan.
Aunque es un personaje secundario, en algunos álbumes como Los Gamberros o Misión triunfo cobra más importancia.
Se enfada si le faltan el respeto por su obesidad o destrozan algunos de sus objetos personales.

## Relación con Mortadelo
Ofelia está enamorada de Mortadelo, demostrándolo muy a menudo tratando de tirarle los tejos.
Este, sin embargo suele despreciarla bien ignorándola o con comentarios sarcásticos aludiendo a su obesidad, lo que provoca que ella le golpee o le persiga.
Otras veces, debido a una circunstancia desafortunada, Mortadelo hace un comentario inapropiado en voz alta estando ella cerca y malinterpretándolo como una ofensa.

## Relación con Filemón
Aunque Ofelia no muestra en general interés por Filemón hay excepciones.
En estos casos, Ofelia suele contarle a Filemón que Mortadelo la ha humillado y este vuelve a humillarla (sin querer) por lo que ella lo golpea. Otras veces es Filemón quien destroza alguno de sus objetos, por lo que ella lo golpea.

## Relación con el Súper
En general el Súper solo aparece para rematar el desastre armado por Mortadelo y Filemón, comentando a Ofelia algo relacionado con la causa con la que Mortadelo y Filemón la han humillado y llevándose un golpe por ello.
No obstante, en El óscar del moro, por culpa de Mortadelo, la esposa del Súper los pilla juntos malinterpretando el hecho como una infidelidad.

## Relación con el Profesor Bacterio
Ofelia suele golpear a menudo al Bacterio bien porque prueba sus inventos con ella con un desastroso resultado, o bien porque con ellos destroza alguno de sus objetos personales.

## Relación con Irma
Al principio Ofelia sentía celos de Irma porque esta atraía a Mortadelo, pero al final acabó siendo su amiga.

## Relación con otros agentes
Recibe consejos de otros agentes sobre como conquistar a Mortadelo, sin ningún éxito. Por ejemplo que le estreche la mano o que se eche un perfume. 

## Habilidades
Superfuerza. Como demuestra enviando a Mortadelo o a Filemón al extranjero de una bofetada por insultarla o destrozar alguno de sus objetos personales.
Canta muy mal Tal como se demostró en ¡Misión Triunfo!
Tiene grandes defensas pechugales como se demostró en El ordenador que horror cuando un virus que iba penetrar en su cuerpo salió rebotado y enviado de vuelta a su emisor al no poder superar dicha barrera.
Cocina muy mal como se demostró en Los Gamberros, cuando el líder de dicha organización se intoxica al probar sus comidas, o también en "La Mier", en la cual intoxicó a todo el grupo de astronautas extranjeros de la estación con uno de sus comistrajos. 
Inmunidad a ser comida. Habilidad que, como se ha demostrado en Mascotas, solo posee ella. En esta historieta, la serpiente Lewiska come a Ofelia pero es incapaz de digerirla debido a su obesidad.

## Creación
Una posible influencia para la creación de Ofelia puedo ser el personaje de Jeanne, compañera de trabajo de Tomás el Gafe y enamorada de éste. A diferencia de Mortadelo, Tomás no es deliberadamente grosero con su compañera, solo despistado ante los sentimientos de esta. Ofelia también podría ser una parodia de Miss Moneypenny, la secretaria de James Bond.